# Breuckelen
Breuckelen is een voormalige nederzetting in Nieuw-Nederland, gesticht in 1646 onder directeur Willem Kieft en genoemd naar Breukelen in Nederland. Kieft stond zelfbestuur onder leiding van een college van twee schepenen toe. Directeur-generaal Petrus Stuyvesant breidde in 1654 dit college uit naar vier schepenen. Het stadje groeide uit tot de hoofdplaats van de vijf Nederlandse dorpen in Brooklyn, met het bestuur voor de dorpen die geen eigen bestuur hadden, en een schout voor alle vijf de dorpen. Breuckelen is de naamgever aan de huidige borough Brooklyn in New York. Het originele Brooklyn staat tegenwoordig bekend als Brooklyn Heights.

## Afbeelding

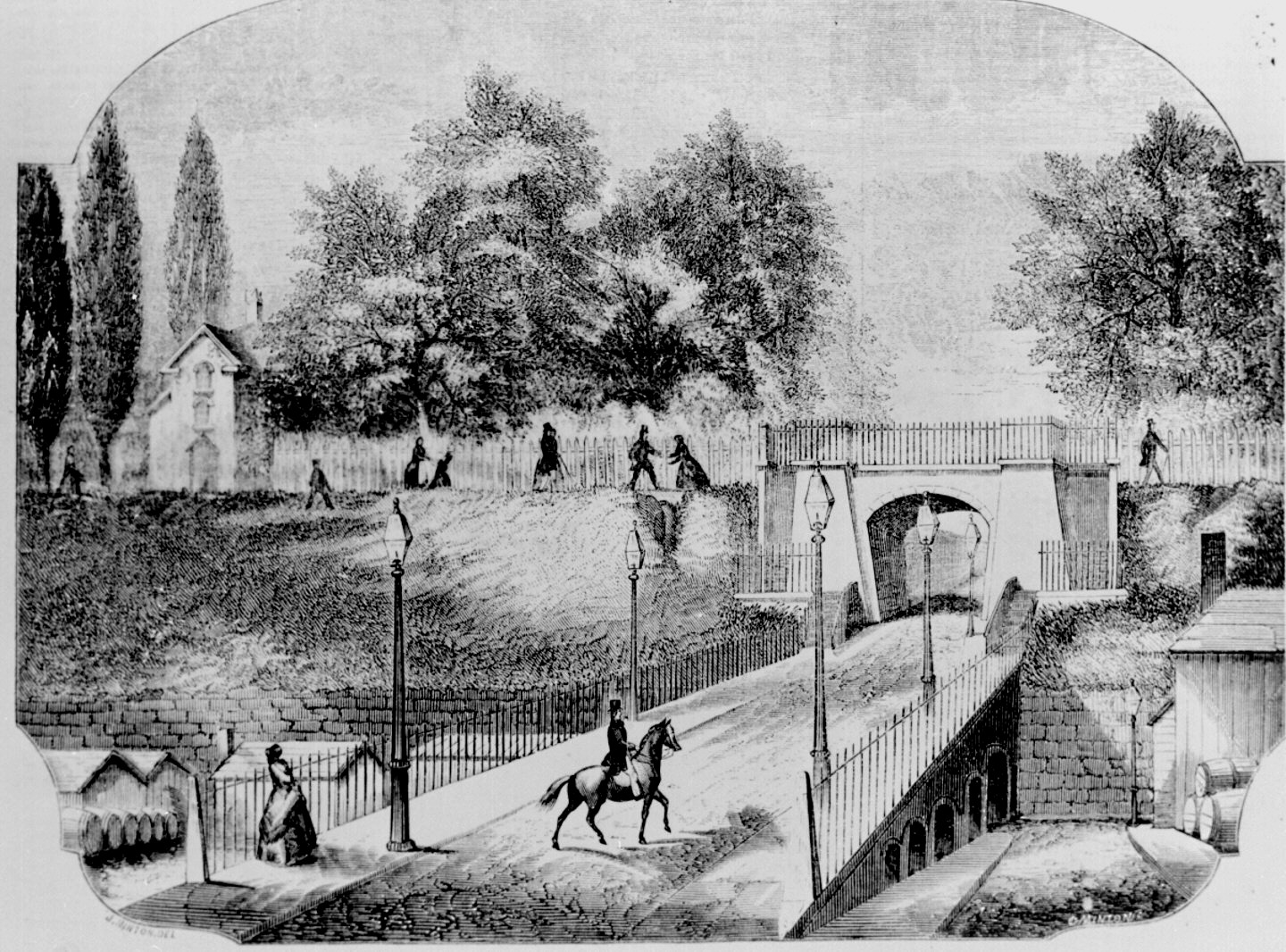
Breuckelen / Brooklyn, 1854